# Петрогенетична класифікація викопного вугілля
Петрогенетична класифікація викопного вугілля (рос. петрографическая классификация угля ископаемого; англ. petrogenetic (genetic) classification of fossil coal; нім. petrogenetische (genetische) Klassi-fikation f der Mineralkohle) — класифікація генетичних типів вугілля викопного, за якою, як правило, виділяють дві найбільші групи вугілля: гумоліти і сапропеліти. 

## Загальна характеристика
Петрогенетична класифікація викопного вугілля базується на групуванні мацералів за природними особливостями рослинного матеріалу та умовами його відкладення (сингенезу). Найбільш крупні одиниці класифікації вугілля викопного — гумоліти (гумусове вугілля) та сапропеліти були виділені Г.Потоньє (1906). Вони відповідно походять від торфів та сапропелей. Гумоліти складаються із залишків рослинного матеріалу вищих рослин і за зовнішнім виглядом та мікроструктурою поділяються на шаруваті та смугасті. Сапропеліти мають однорідну структуру з участю залишків нижчих рослин (альгініту), розподіл мацералів рівномірний. За співвідношенням альгініту та ін. мацералів сапропеліти поділяють на кеннелі, богхеди та перехідні форми — богхед-кеннелі і кеннель-богхеди. За розташуванням альгініту богхеди поділяють на телоальгітові та колоальгітові. Гумусове вугілля розділяють на типи. Існує два напрямки класифікації гумусового вугілля: речовинно-петрографічний та фаціально-генетичний.

## І. Речовинно-петрографічна класифікація
І. Речовинно-петрографічна класифікація базується на розділенні вугілля за однією ознакою — речовинним складом, який оцінюють часткою участі у вугільній речовині мацералів груп вітриніту, інертиніту та ліптиніту. Тут існує декілька детальних класифікацій.
- 1. За вмістом вітриніту (у % від суми мацералів) виділяють типи: ультракларенові (вітриніту понад 95 %), кларенові (80-95 %), дюрено-кларенові (65-80 %), кларено-дюренові (40-65 %), дюренові (20-40 %), ультрадюренові (менше 20 %). За співвідношенням мацералів ліптиніту та інертиніту типи характеризуються як ліптинітові, ліптиніто-інертинітові та інертинітові. Ультрадюреновий тип вугілля, якщо він утворює самостійне родовище, відносять до ліптобіолітів. Останні являють собою скупчення залишків ліпідних компонентів екзин спор або кутикул, суберину, смол.
- 2. Система Тіссена — Гірничого бюро США (метод шліфів) виділяє типи блискучого, напівматового або матового вугілля. Ці типи визначають за часткою непрозорих інертинітових смуг — у блискучому вугіллі площа цих смуг становить менше 20 %, у напівматових — 20-30 %, у матових — понад 30 %.
- 3. За системою Стопс-Геерлен вугілля за складом та співвідношенням мацералів об'єднують у три групи і класифікують на літотипи та 8 мікролітотипів.
- 4. Класифікація С.-Петербурзької школи вуглепетрографів (І. Е. Вальц, І. Б. Волкова, А. І. Гінзбурґ, та ін., 1968) передбачає поділ вугілля за вуглеутворюючою роллю одного або двох мацералів на 25 типів, 8 підкласів і 4 класи — гелітоліти, фюзеноліти, ліпоїдоліти та мікстогумоліти. Типи можуть бути доповнені характеристикою за ступенем збереженості структури (підтипи) та вихідного рослинного матеріалу (різновиди).

## ІІ. Фаціально-генетична класифікація
ІІ. Фаціально-генетична класифікація передбачає виділення типів вугілля за:
- 1. Вихідним рослинним матеріалом, який ідентефікують за особливостями фітералів, спорово-пилковим складом.
- 2. Ступенем розкладу і збереженню структури тканин (ряд гумотелініт-гумоколініт чи телініт-колініт за Л. І. Боголюбовим та ін., 1962, або ряд гумініт-телініт, гумініт-колініт та ін.).
- 3. За розмірами уламків — на фрагментарні або детритові. Характеристики 2 і 3 разом з вихідним рослинним матеріа-лом можуть мати першорядне значення у віднесенні вугілля до певних типів.

## Речовинно-петрографічний склад
Речовинно-петрографічний склад є другою ознакою типу вугілля. Типи вугілля за цією класифікацією утворюють пласти аналогічно з торфовими покладами (типу «низинний» і «верховий»). В середньому карбоні виділяють лепідофітовий, калалі-товий типи вугілля у нижній частині пласта, верхній шар — коздаїтовий, птеридоспермовий і змішаний з лепідофітовим.
У всіх пластах Львівсько-Волинського вугільного басейну виділяють два шари — нижній з тонким споринітом (тенюіспо-ринітом), верхній — з товстим (крассиспоринітом) (Г. П. Маценко, 1978, 1984).
Вугілля Дніпровського басейну належить до одного типу — детринітового зі змішаним складом, переважно деревних рос-лин типового фітоценозу еоцену. В структурі пласта виділяється світлий шар (літодетринітові) і темний (гумітодетринітові або змішані мікстодетринітові (А. П. Агулов, 1960).